# Mapania
Mapania är ett släkte av halvgräs. Mapania ingår i familjen halvgräs.

## Dottertaxa tillMapania, i alfabetisk ordning[1]
- Mapania africana
- Mapania amplivaginata
- Mapania angustifolia
- Mapania archboldii
- Mapania arunachalensis
- Mapania assimilis
- Mapania aturensis
- Mapania baccifera
- Mapania balansae
- Mapania baldwinii
- Mapania bancana
- Mapania borneensis
- Mapania bougainvillensis
- Mapania caudata
- Mapania coodei
- Mapania coriandrum
- Mapania cuatrecasasii
- Mapania cuspidata
- Mapania debilis
- Mapania effusa
- Mapania enodis
- Mapania ferruginea
- Mapania floribunda
- Mapania foxworthyi
- Mapania graminea
- Mapania hispida
- Mapania holttumii
- Mapania imeriensis
- Mapania immersa
- Mapania insignis
- Mapania ivorensis
- Mapania kurzii
- Mapania latifolia
- Mapania liberiensis
- Mapania linderi
- Mapania longiflora
- Mapania lorea
- Mapania macrantha
- Mapania macrocephala
- Mapania macrophylla
- Mapania maguireana
- Mapania mangenotiana
- Mapania mannii
- Mapania maschalina
- Mapania meditensis
- Mapania micrococca
- Mapania micropandanus
- Mapania minor
- Mapania monostachya
- Mapania moseleyi
- Mapania neblina
- Mapania nudispica
- Mapania obscuriflora
- Mapania pacifica
- Mapania palustris
- Mapania paradoxa
- Mapania pedunculata
- Mapania pubisquama
- Mapania purpuriceps
- Mapania pycnocephala
- Mapania pycnostachya
- Mapania raynaliana
- Mapania rhynchocarpa
- Mapania richardsii
- Mapania rionegrensis
- Mapania sessilis
- Mapania seychellaria
- Mapania silhetensis
- Mapania soyauxii
- Mapania spadicea
- Mapania squamata
- Mapania steyermarkii
- Mapania sumatrana
- Mapania surinamensis
- Mapania sylvatica
- Mapania tamdaoensis
- Mapania tenuiscapa
- Mapania tepuiana
- Mapania testui
- Mapania theobromina
- Mapania tonkinensis
- Mapania wallichii
- Mapania vitiensis
- Mapania zeylanica